# Loforsens kraftstation

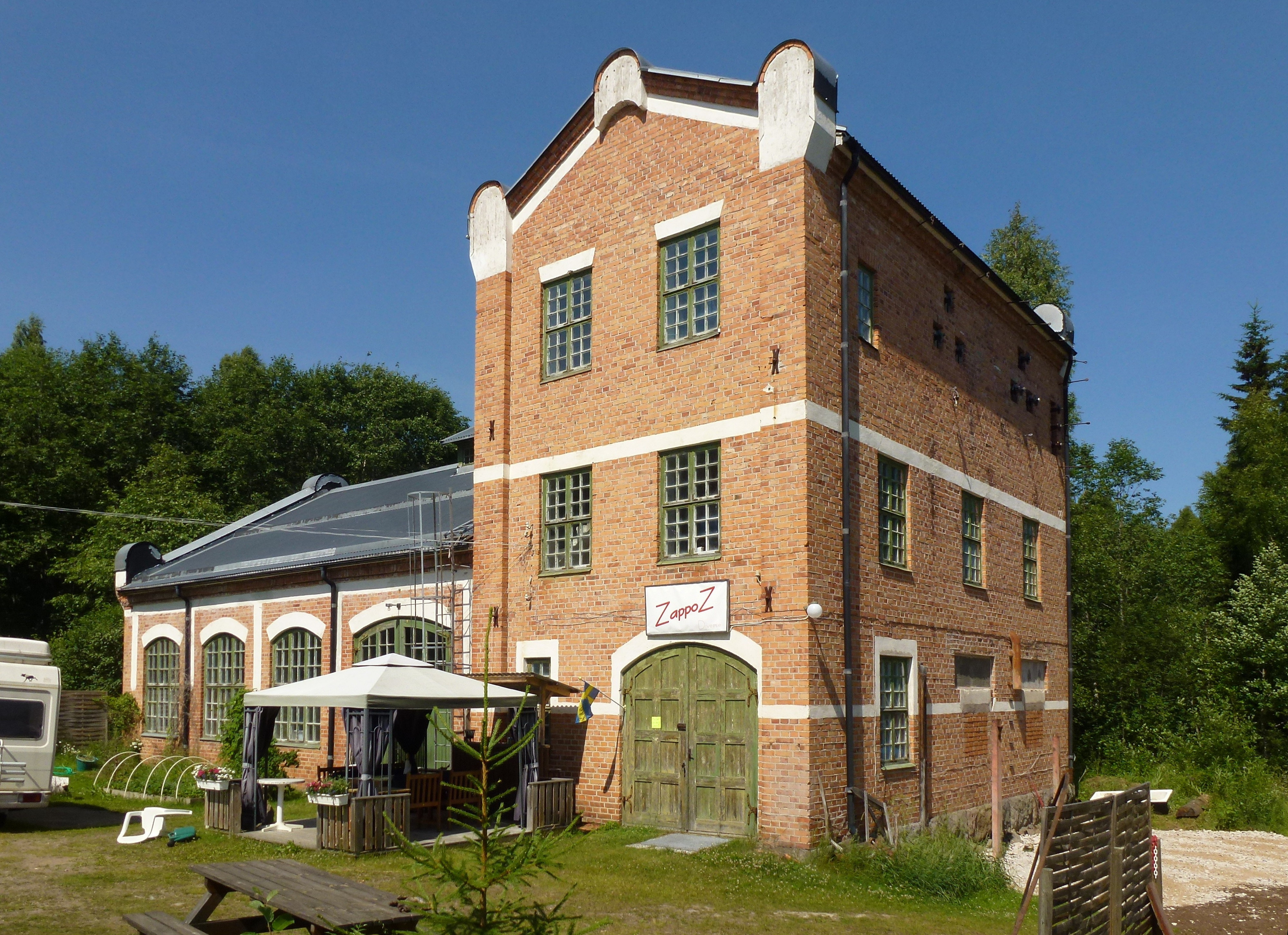
Loforsens kraftstation, gamla verket, juli 2013.

Loforsens kraftstation är ett vattenkraftverk vid samhället Loforsen cirka tre kilometer väster om Sunnansjö i Ludvika kommun. Anläggningen ägs  VB Kraft och är efter Lernbo kraftstation företagets näst största kraftverk.

## Historik
Redan år 1912 togs Loforsens första kraftstation i drift och den 15 juli 1913 var det invigningsfest av den då nybyggda stationen. Vattenenergin hämtas från sjön Nedre Noren. Vattnet kommer från ett avrinningsområde som är 495 km² stort. Maximal fallhöjd till stationen är 44,5 meter. År 1990 invigdes en ny station som är nedsprängd 45 meter under marken. Samtidigt byggdes den så kallade Fagerdammen, som är belägen mellan sjön Noren och kraftstationen. Generatorn, som är VB Krafts enskilt största, har en effekt på 5,379 MW och en normalårsproduktion på mellan 18 000 MWh och 19 300 MWh. Den producerade volymen motsvarar 23 % av VB Krafts totala produktion av lokalproducerad vattenkraft. Den gamla stationen inklusive bostadshuset är numera privatägda och står kvar strax nedströms den nya kraftstationen.

### Gamla verket

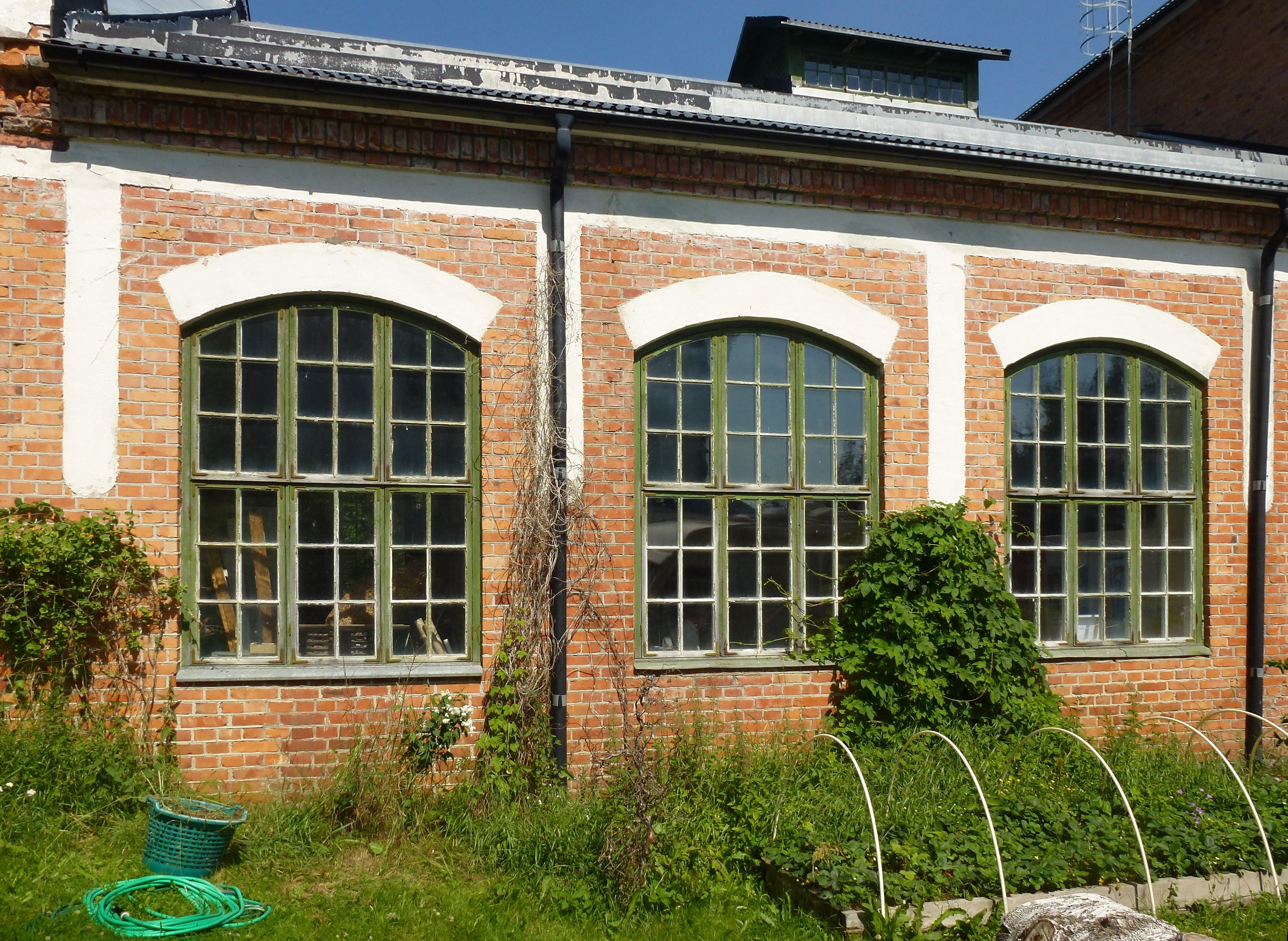
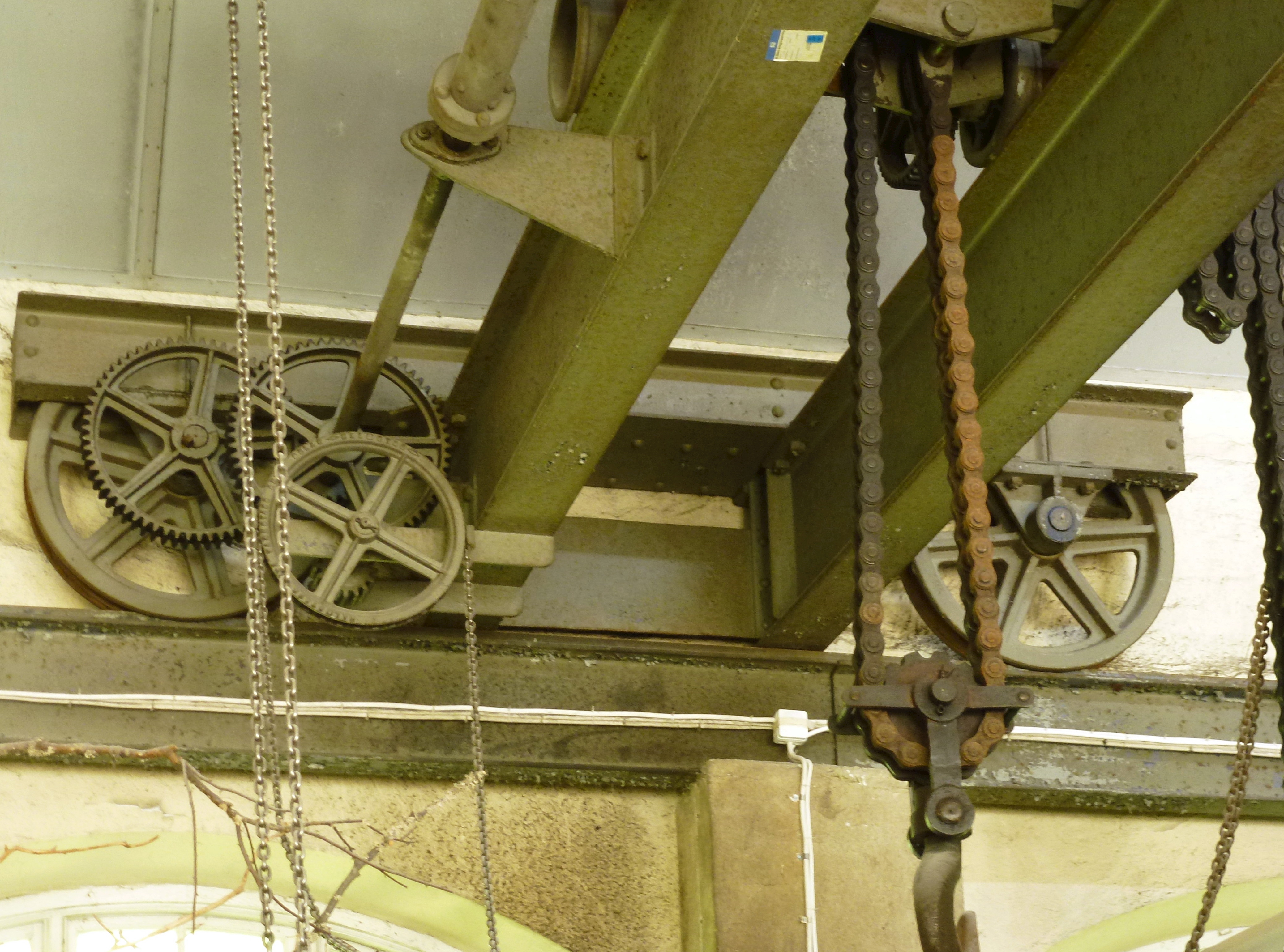
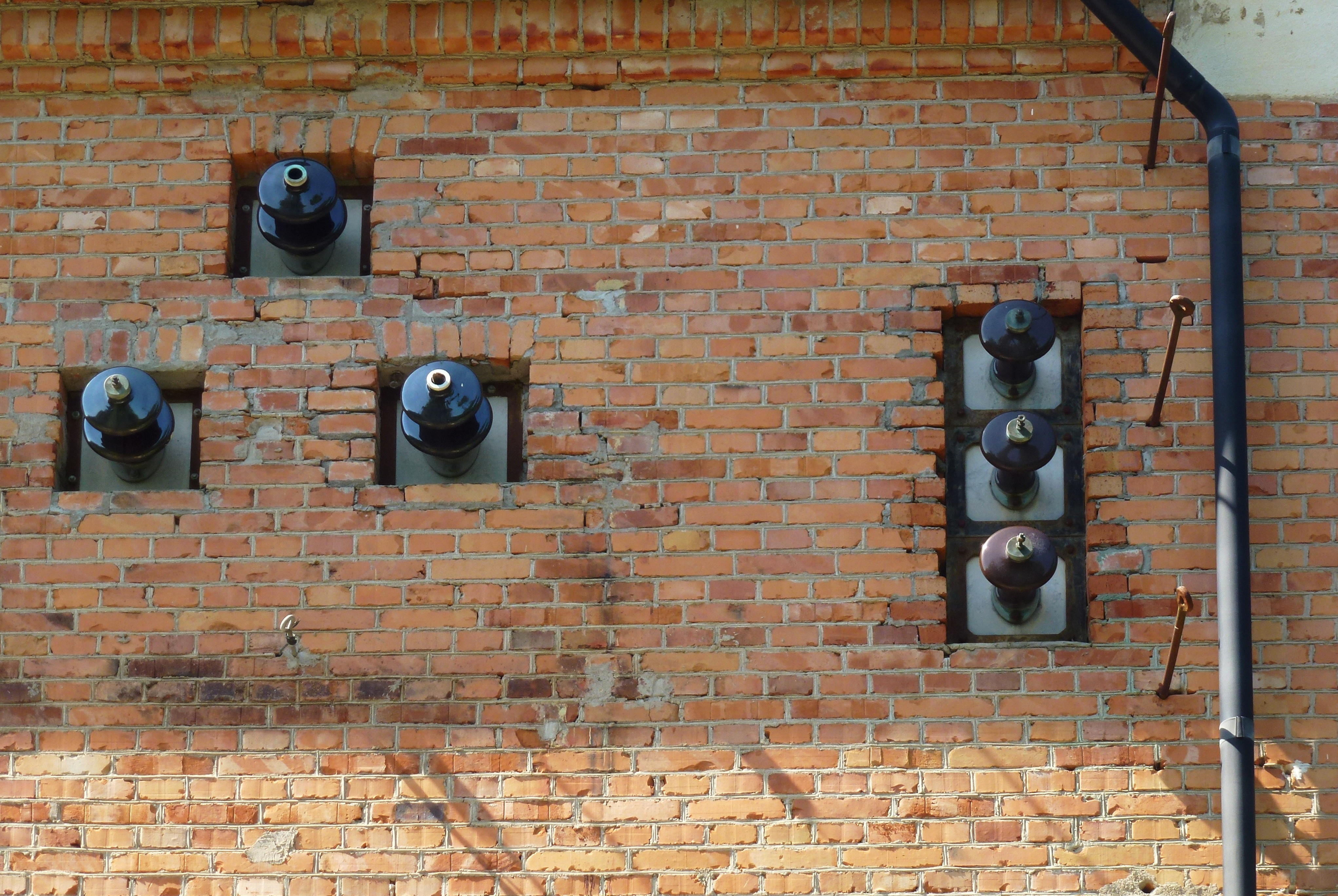
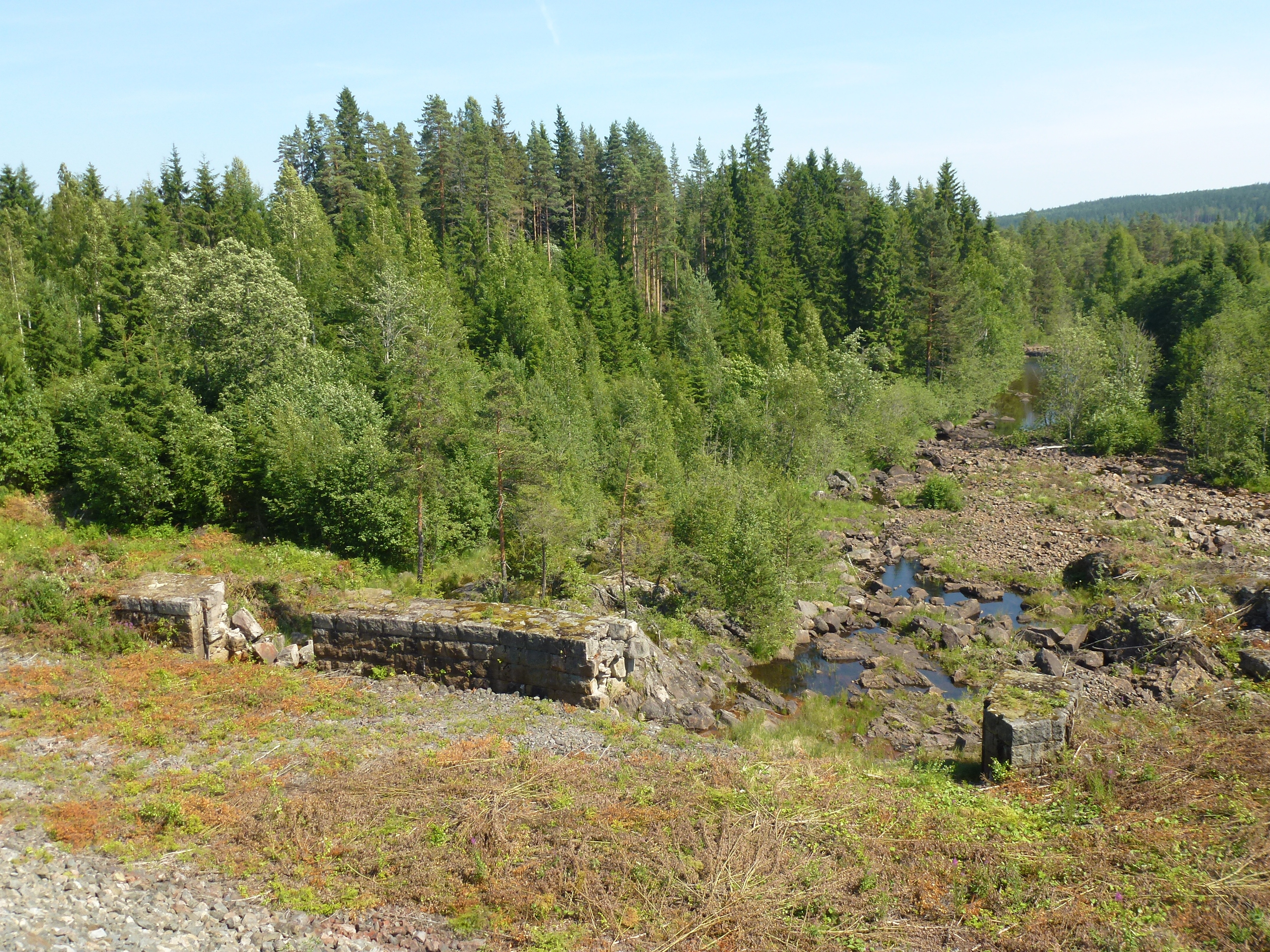

### Nya verket

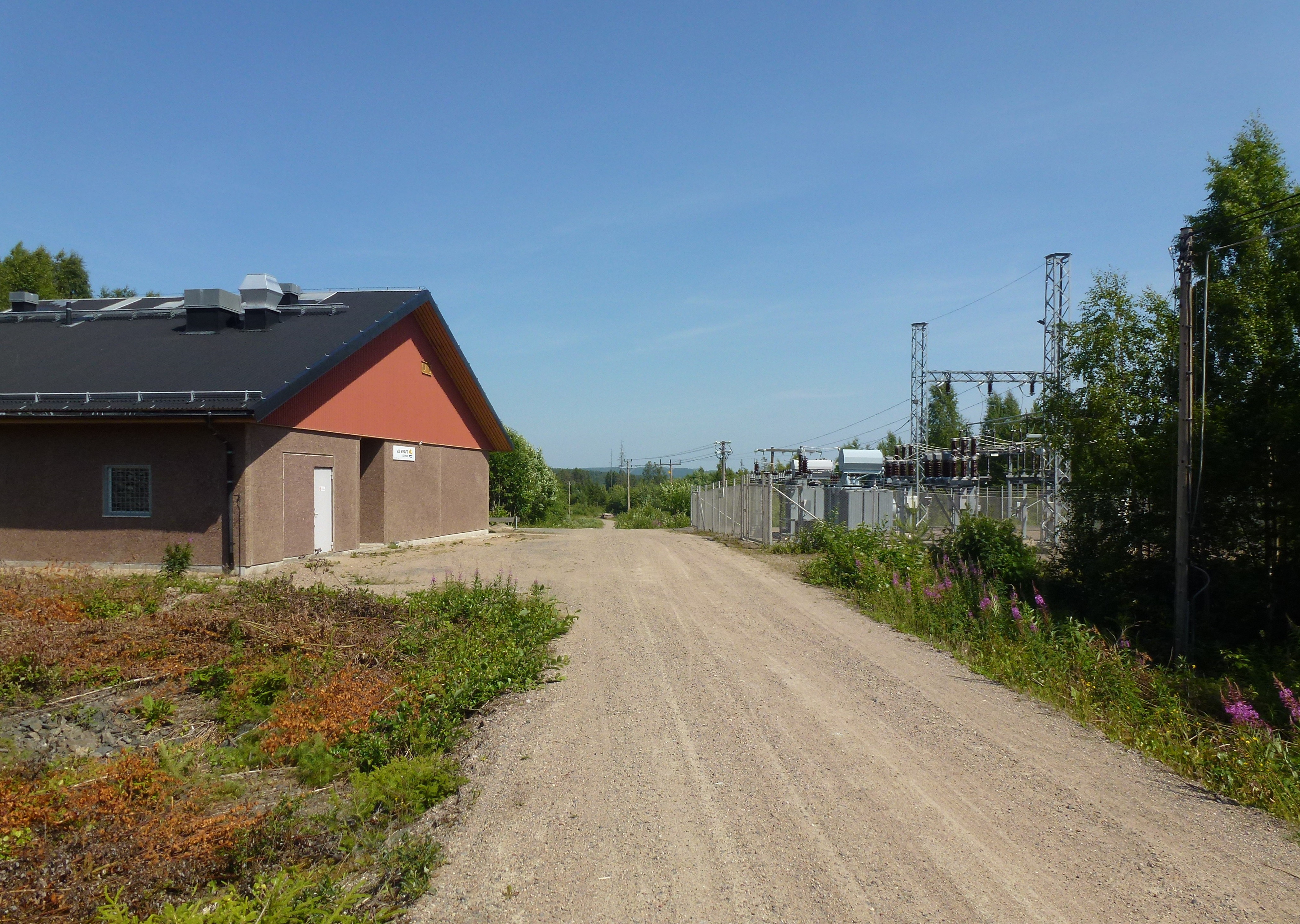
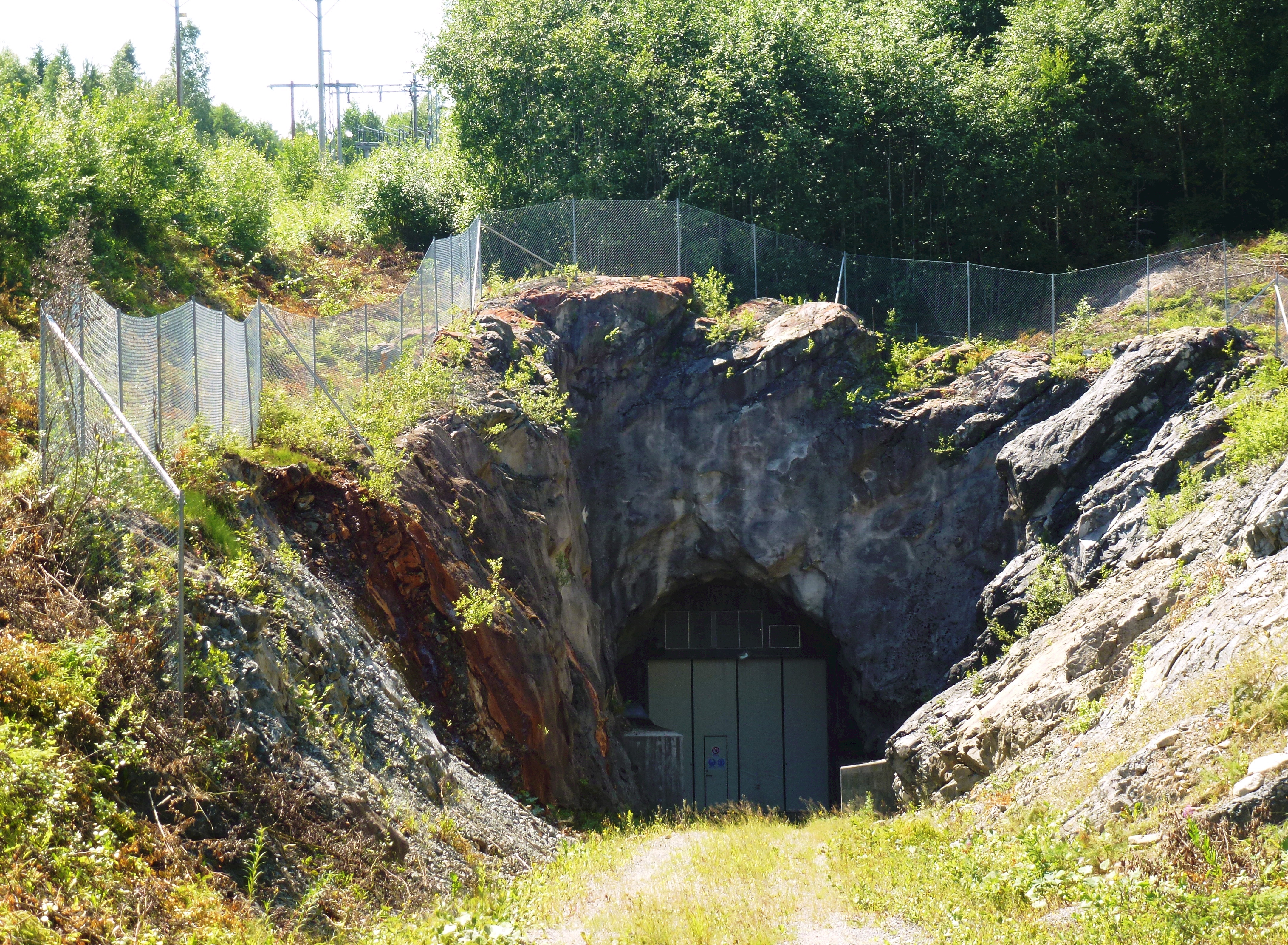
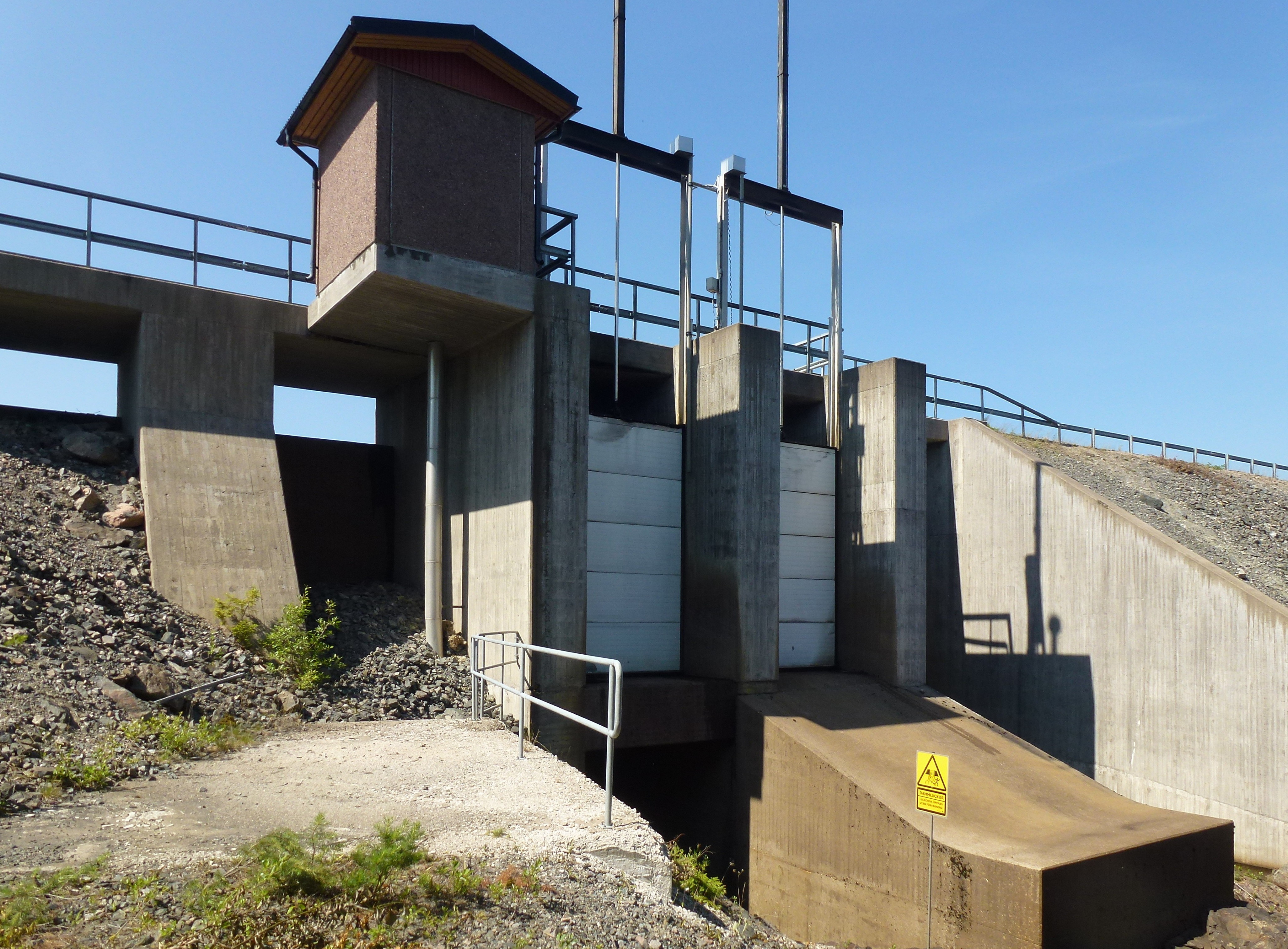
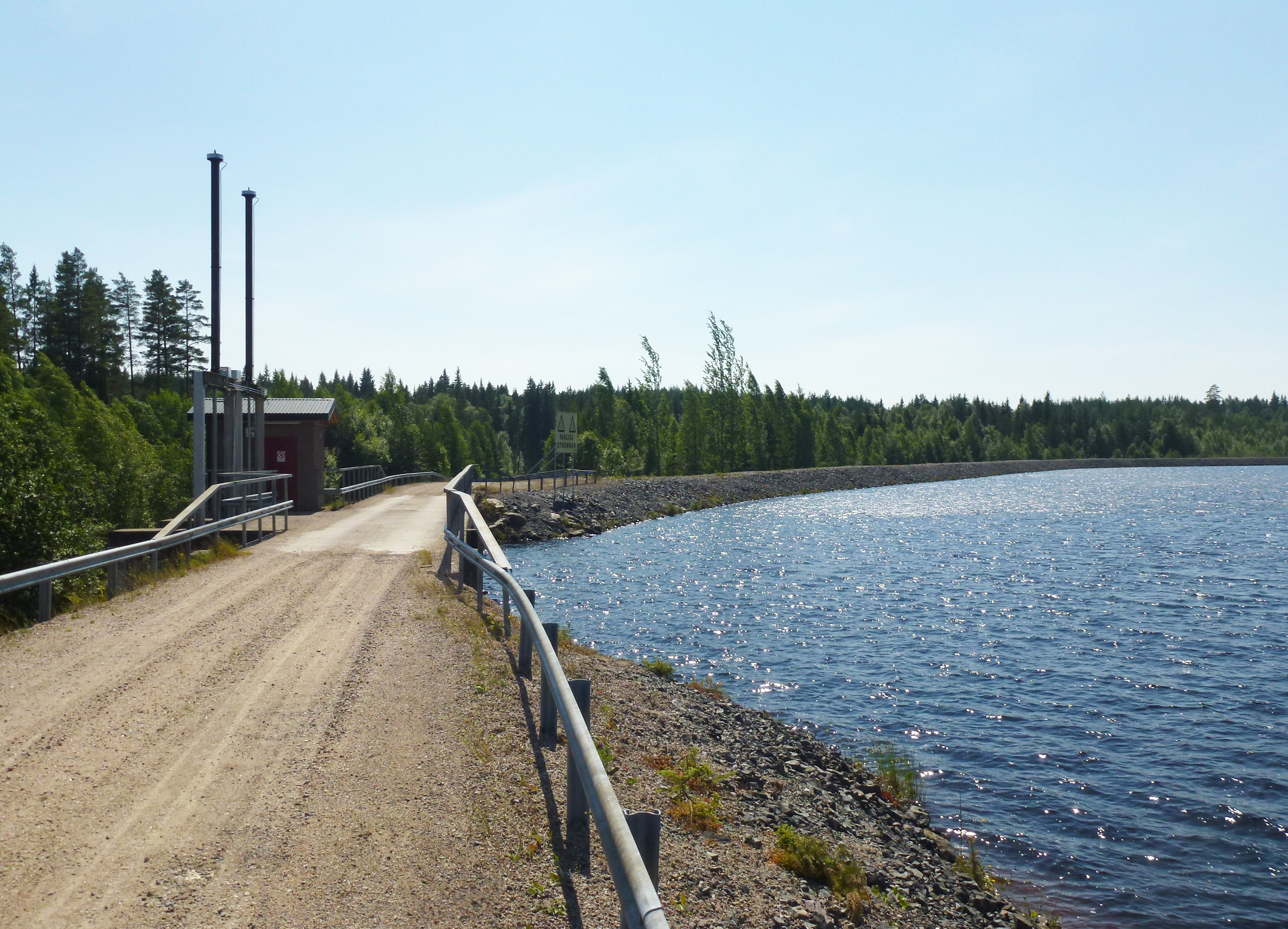